# Juni 2021
Portal Geschichte | Portal Biografien | Aktuelle Ereignisse | Jahreskalender | Tagesartikel

◄ |
20. Jahrhundert |
21. Jahrhundert

◄ |
1990er |
2000er |
2010er |
2020er
| 2030er | 2040er

◄ |
2017 |
2018 |
2019 |
2020 |
2021
| 2022 | 2023 | 2024 | 2025 | ►

◄ |
März 2021 |
April 2021 |
Mai 2021 |
Juni 2021 |
Juli 2021 |
August 2021 |
September 2021 |
►
Dieser Artikel behandelt tagesbezogene Nachrichten und Ereignisse im Juni 2021.

## Tagesgeschehen

### Dienstag, 1. Juni 2021

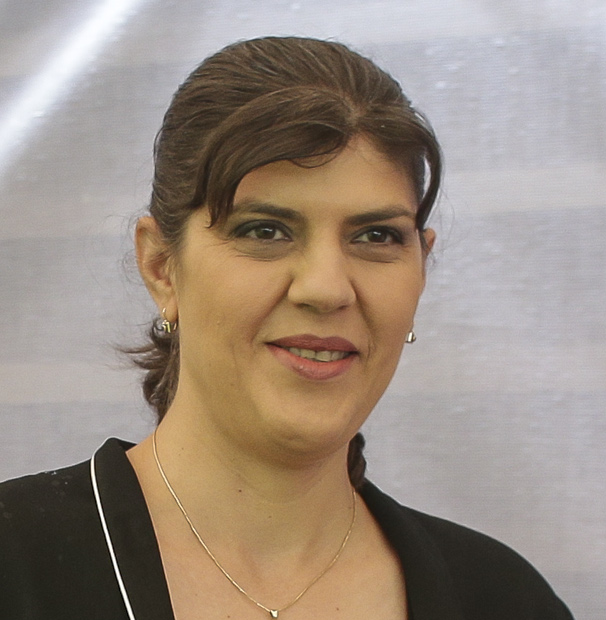
Laura Codruța Kövesi

- Stadt Luxemburg/Luxemburg: Die Europäische Staatsanwaltschaft unter der Leitung von Laura Codruța Kövesi nimmt ihre Arbeit auf.
- Paris/Frankreich: Mathias Cormann tritt die Nachfolge von José Ángel Gurría als Generalsekretär der OECD an.
- Wien/Österreich: Norbert Hofer erklärt seinen Rücktritt als Parteiobmann der FPÖ.

### Mittwoch, 2. Juni 2021

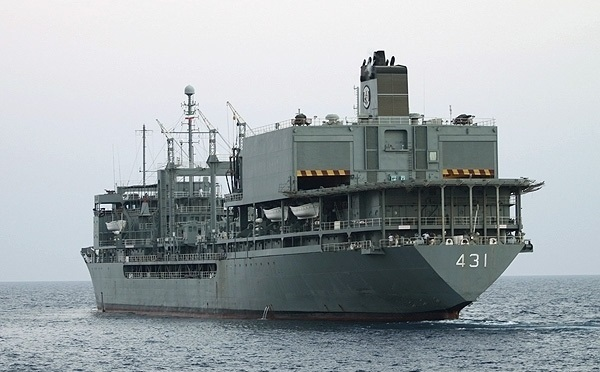
Die Kharg

- Dschask/Iran: Das zweitgrößte Militärschiff des Landes, die Kharg, sinkt nach einem Brand.[1]
- Jerusalem/Israel: Das israelische Parlament wählt Jitzchak Herzog zum neuen Staatspräsidenten.
- Colombo/Sri Lanka: Das Containerschiff X-Press Pearl ist nach mehrtägigem Brand und schweren Umweltschäden beim Versuch, es in tiefere Gewässer im Indischen Ozean zu ziehen, gesunken.[2]

### Donnerstag, 3. Juni 2021
- Kebbi/Nigeria: Bewaffnete Viehdiebe überfallen sieben Dörfer, dabei kommen 66 Menschen ums Leben.[3]
- Vatikanstadt: Papst Franziskus ernennt Adolfo Tito Yllana zum Nuntius in Israel und Zypern sowie zum apostolischen Delegaten in Jerusalem und Palästina.

### Freitag, 4. Juni 2021
- Hamburg/Deutschland: Im Endspiel des DHB-Pokals setzt sich der TBV Lemgo mit 28:24 gegen die MT Melsungen durch und gewinnt den Pokal damit das erste Mal seit 2002.
- München/Deutschland: Das Erzbistum München und Freising teilt mit, dass Erzbischof Reinhard Kardinal Marx Papst Franziskus seinen Rücktritt als Erzbischof angeboten hat. Er begründet den Schritt mit der „Katastrophe des sexuellen Missbrauchs durch Amtsträger der Kirche in den vergangenen Jahrzehnten“, für die er Mitverantwortung übernehmen wolle.[4]
- Oberhofen am Thunersee/Schweiz: Der schwedisch-britische Geschäftsmann Johan Eliasch wird als Nachfolger von Gian Franco Kasper zum Präsidenten des Internationalen Skiverbandes gewählt.

### Samstag, 5. Juni 2021
- Linz/Österreich: Beim Filmfestival Crossing Europe werden die Preise vergeben.
- Yagha/Burkina Faso: Bei einem mutmaßlich von Dschihadisten in den frühen Morgenstunden verübten Angriff auf den Posten einer die Armee unterstützenden Bürgerwehr (Volunteers for the Defense of the Fatherland) und anschließend auf Zivilisten im Ort Solhan werden mindestens 160 Personen getötet sowie mehrere Häuser und der Markt niedergebrannt. Bereits am Abend zuvor waren bei einem Attentat auf den Ort Tadyarat in derselben Provinz nahe den Grenzen zu Mali und Niger 13 Zivilisten und ein Soldat getötet sowie das Dorf geplündert worden.[5][6]
- Ulm/Deutschland: Auf die Synagoge in Ulm wird ein Brandanschlag verübt.[7]

### Sonntag, 6. Juni 2021
- Lima/Peru: Stichwahl zur Präsidentschaftswahl
- Ljubljana/Slowenien: Endspiel der U-21-Fußball-EM
- Magdeburg/Deutschland: Landtagswahl in Sachsen-Anhalt
- Riga/Lettland: Endspiel der Eishockey-WM
- Mexiko-Stadt/Mexiko: Parlaments-, Regional- und Kommunalwahlen

### Montag, 7. Juni 2021
- Berlin/Deutschland: Das Gesetz zur Anpassung des Urheberrechts an die Erfordernisse des digitalen Binnenmarktes tritt in Kraft.
- München/Deutschland: Der Katastrophenfall in Bayern im Zuge der Covid-19-Pandemie wurde aufgehoben.
- Daharki/Pakistan: Bei einem Eisenbahnunfall sterben mindestens 63 Menschen, mindestens 150 werden verletzt.[8] Der Millat Express war nachts zwischen den Bahnstationen Raiti und Obaru entgleist und mehrere Waggons auf das benachbarte Gleis gefallen. Der kurz darauf in Gegenrichtung auf diesem Gleis verkehrende Sir Syed Express prallte in den entgleisten Zug.[9][10]
- Wien/Österreich: Wolfgang Brandstetter tritt als Richter am Verfassungsgerichtshof zurück.
- International: Im Rahmen der gegen die organisierte Drogenkriminalität gerichteten polizeilichen „Operation Trojan Shield“ (regional auch „Operation Ironside“ genannt) finden in mindestens 16 Ländern Durchsuchungen statt, rund 800 Tatverdächtige werden festgenommen und 15 Tonnen Drogen sichergestellt.[11][12][13]

### Dienstag, 8. Juni 2021
- Den Haag/Niederlande: Der IRMCT bestätigt die vom UN-Kriegsverbrechertribunal gegen Ratko Mladić verhängte lebenslange Haftstrafe.
- Graz/Österreich: Am Eröffnungstag der Diagonale wird Christine Ostermayer mit dem Großen Schauspielpreis für Verdienste um die österreichische Filmkultur ausgezeichnet.
- Wien/Österreich: Thomas Schmid tritt als Vorstand der ÖBAG zurück.
- San Francisco/USA: Durch einen weitreichenden Ausfall des Cloud-Anbieters Fastly sind für einige Stunden weltweit prominente Internetseiten nicht erreichbar.
- Frankfurt am Main/Deutschland: Die Gewerkschaft Deutscher Lokomotivführer kündigt im Zuge gescheiterter Tarifverhandlungen Warnstreiks bei der Deutschen Bahn an.[14]
- San Salvador/El Salvador: Die Legislativversammlung von El Salvador beschließt ein Gesetz, mit dem das Land als erstes der Welt mit Wirkung ab 7. September 2021 Bitcoin als weiteres offizielles Zahlungsmittel anerkennt.

### Mittwoch, 9. Juni 2021
- Berlin/Deutschland: Mit dem Film Der Mauretanier von Regisseur Kevin Macdonald wird das Publikumsfestival der Berlinale eröffnet.
- Berlin/Deutschland: Der Bundestag beschließt die Errichtung einer Stiftung „Orte der deutschen Demokratiegeschichte“.[15]
- Calgary/Kanada: Das Unternehmen TC Energy teilt mit, sein umstrittenes, großteils auf US-Territorium geplantes Erdölpipeline-Projekt Keystone XL aufzugeben.[16]
- Tel Aviv/Israel: Israel verbietet als erstes Land den Pelzhandel. Wissenschaftliche und religiöse Zwecke (zum Beispiel Herstellung und Verkauf des Schtreimel) sind ausgenommen. Das Verbot tritt in sechs Monaten in Kraft.Direkt aus dem dpa-Newskanal: Israel verbietet als erstes Land Pelzhandel. In: sueddeutsche.de. 10. Juni 2021, abgerufen am 28. Januar 2024.

### Donnerstag, 10. Juni 2021
- Sonnenfinsternis vom 10. Juni 2021
- Berlin/Deutschland: Der Bundestag wählt Evelyn Zupke zur neuen Bundesbeauftragten für die Opfer der SED-Diktatur. Die neu geschaffene Institution soll die Stasi-Unterlagen-Behörde ersetzen, deren Akten und Personal ins Bundesarchiv übernommen werden.
- Milton Keynes/Vereinigtes Königreich: Der Österreicher Albin Ouschan gewinnt die Weltmeisterschaft im 9-Ball-Poolbillard.
- Straßburg/Frankreich: Das Europaparlament beschließt, eine Untätigkeitsklage gegen die EU-Kommission einzuleiten, wenn diese die Anwendung des zum Jahresanfang in Kraft getretenen Rechtsstaatsmechanismus der EU (sogenannter Konditionalitätsmechanismus) weiter verzögere. Mit diesem Mechanismus soll Verstößen von Mitgliedstaaten gegen das in Artikel 2 des EU-Vertrags festgeschriebene Rechtsstaatsprinzip begegnet werden, indem ihnen Finanzmittel aus dem Gemeinschaftshaushalt gekürzt werden, wenn wegen der Verstöße ein Missbrauch der Gelder droht. Polen und Ungarn, denen solche Verstöße und Missbrauch vorgeworfen werden, klagen gegen den Mechanismus vor dem Europäischen Gerichtshof, weil die EU keine Befugnis habe, den Begriff Rechtsstaat zu definieren und für die Vergabe von Geld aus dem EU-Haushalt einzig „objektive und konkrete Bedingungen“ gelten dürften. Sie hatten zudem mit der Blockade wichtiger EU-Haushaltsentscheidungen gedroht. Um diese abzuwenden, hatten die Staats- und Regierungschefs der anderen EU-Mitglieder den beiden Staaten zugestanden, dass die EU-Kommission erst den Ausgang der Klage abwartet, bevor sie den Mechanismus anwendet.[17][18]
- Paris/Frankreich: Staatspräsident Emmanuel Macron kündigt an, die von Frankreich angeführte, seit 2014 zur Bekämpfung des islamistischen Terrorismus in der Sahelzone laufende Militäroperation Barkhane zu beenden und schrittweise einen Großteil der derzeit 5100 in Mali stationierten französischen Soldaten abzuziehen. Stattdessen soll die Beteiligung Frankreichs an der europäischen Task Force Takuba erhöht werden. Hingegen hatte die deutsche Bundeskanzlerin Angela Merkel Ende Mai einen Abzug der im Rahmen der UN-Militärmission Minusma und der Europäischen Ausbildungsmission Mali eingesetzten Bundeswehrtruppen ausgeschlossen.[19]
- London/Vereinigtes Königreich: Eine Gruppe von mehr als 450 international aktiven Investoren, die zusammen ein Anlagevermögen von 41 Billionen US-Dollar repräsentieren, hat in einem von der britischen Vereinigung Institutional Investors Group on Climate Change koordinierten öffentlichen Aufruf vor Beginn des G7-Gipfeltreffens 2021 und im Vorfeld der UN-Klimakonferenz 2021 die Regierungen weltweit aufgefordert, in ihren Ländern zum Schutz des Weltklimas umgehend ehrgeizigere Reduktionsziele für Treibhausgase zu setzen und energischere Umsetzungsmaßnahmen zu ergreifen, damit die Erwärmung auf 1,5 Grad begrenzt werden kann. Zu den Unterzeichnern gehören die britischen Vermögensverwalter Aviva, HSBC Asset Management, Legal and General Investment Management und M&G, außerdem Allianz Global Investors, Amundi, Axa, BNP Paribas, Nomura Asset Management, State Street Global Advisors, Fidelity International, Pimco, CalPERS und California State Teachers Retirement System. Nicht unterzeichnet haben die zwei weltgrößten Vermögensverwalter BlackRock und Vanguard sowie JP Morgan, Goldman Sachs und BNY Mellon, allesamt US-Unternehmen.[20][21][22]

### Freitag, 11. Juni 2021
- New York/Vereinigte Staaten: Bekanntgabe der Pulitzer-Preisträger
- Rom/Italien: Eröffnungsspiel der Fußball-Europameisterschaft 2021 im Olympiastadion Rom
- Schnaudertal/Deutschland: Die Prangerlinde Großpörthen, eine Winterlinde, wird vom Kuratorium Nationalerbe-Bäume der Deutschen Dendrologischen Gesellschaft zum Nationalerbe-Baum ausgezeichnet.[23]

### Samstag, 12. Juni 2021
- Algier/Algerien: Parlamentswahl

### Sonntag, 13. Juni 2021
- Amstelveen/Niederlande: Endspiele der Feldhockey-Europameisterschaft der Damen und der Herren
- Berlin/Deutschland: Auf der Museumsinsel werden die Preise der Internationalen Filmfestspiele verliehen. Mit dem Goldenen Bären für den besten Langfilm wird Radu Jude für Bad Luck Banging or Loony Porn ausgezeichnet.
- Brasilien: Eröffnungsspiel der Copa América
- Budapest/Ungarn: Letzter Tag der Judo-WM
- Graz/Österreich: Zum Abschluss der Diagonale wird Hochwald als bester Spielfilm ausgezeichnet.
- Paris/Frankreich: Letzter Tag der French Open
- St Ives/Vereinigtes Königreich: Der G7-Gipfel geht zu Ende
- Schweiz: Eidgenössische Volksabstimmung
- Jerusalem/Israel: Das israelische Parlament, die Knesset, stimmt in einer Sondersitzung über ihr Vertrauen in die vorgeschlagene neue Regierung Bennett-Lapid ab, die den seit 2009 regierenden Benjamin Netanjahu und dessen Kabinett ablösen soll. Anschließend erfolgt die Vereidigung der Minister und die Wahl des neuen Parlamentspräsidenten („Sprechers“).[24]

### Montag, 14. Juni 2021
- Naypyidaw/Myanmar: Der Prozess gegen die im Zuge eines Militärputsches entmachtete Regierungschefin Aung San Suu Kyi beginnt.
- Brüssel/Belgien: Gipfeltreffen der NATO, erstmals mit US-Präsident Joe Biden und letztmals mit Bundeskanzlerin Angela Merkel. Hauptthemen sind der Kurs gegenüber der zur militärischen Weltmacht aufgestiegenen Volksrepublik China, Bedrohungen durch Russland, die Reforminitiative NATO 2030, die Überarbeitung des strategischen Konzepts, die Erhöhung des Budgets und der Ausbau der politischen Konsultationen innerhalb des Bündnisses.[25] Am Rand des Gipfels spricht Biden bilateral unter anderem mit Recep Tayyip Erdoğan (weil die Türkei das russische Luftabwehrsystem S-400 gekauft hat, haben die USA Sanktionen erlassen), Angela Merkel, Emmanuel Macron und Kyriakos Mitsotakis.[26]

### Dienstag, 15. Juni 2021
- Brüssel/Belgien: US-Präsident Joe Biden trifft sich mit Charles Michel und Ursula von der Leyen (EU-USA-Gipfel). Hauptthemen sind neben der Corona-Pandemie und dem Klimawandel die Beilegung des zwischen EU und USA bestehenden Handelsstreits (Strafzölle), die Einsetzung eines gemeinsamen Handels- und Technologierats, auch um zu verhindern, dass China die weltweiten Standards für Zukunftstechnologien setzt, sowie Reformen der Welthandelsorganisation (WTO) und Regeln für den Schutz von Daten bei Übertragung in die Vereinigten Staaten.[27][28]
- London/Vereinigtes Königreich: Großbritannien einigt sich mit Australien auf die Grundzüge eines Freihandelsabkommens (UK-Australia Free Trade Agreement).[29]
- Osnabrück/Deutschland: Das Islamkolleg Deutschland, das erste staatlich geförderte Institut zur Ausbildung islamischer Geistlicher in Deutschland, wird offiziell eröffnet.[30]

### Mittwoch, 16. Juni 2021
- Den Haag/Niederlande: Karim Khan tritt die Nachfolge von Fatou Bensouda als Chefankläger beim Internationalen Strafgerichtshof an.
- Genf/Schweiz: Gipfeltreffen zwischen US-Präsident Joe Biden und Russlands Präsident Wladimir Putin.

### Donnerstag, 17. Juni 2021
- International: Welttag für die Bekämpfung der Wüstenbildung und der Dürre[31]
- Belfast/Vereinigtes Königreich: Paul Givan tritt die Nachfolge von Arlene Foster als Co-Regierungschef von Nordirland an.
- Kosmodrom Jiuquan/Volksrepublik China: Mit einer Trägerrakete vom Typ Langer Marsch 2F/G startet Shenzhou 12, die erste bemannte Mission des Büros für bemannte Raumfahrt zur Chinesischen Raumstation
- Pfadi Winterthur gewinnt das dritte Playoffspiel und wird zum zehnten Mal Schweizer Meister im Handball.

### Freitag, 18. Juni 2021
- Teheran/Iran: Ebrahim Raissi gewinnt die Präsidentschaftswahl.

### Samstag, 19. Juni 2021
- Linz/Österreich: Beate Meinl-Reisinger wird an der Spitze der NEOS im Amt bestätigt.
- Wiener Neustadt/Österreich: Herbert Kickl wird als Nachfolger von Norbert Hofer zum Bundesparteiobmann der FPÖ gewählt.

### Sonntag, 20. Juni 2021
- Jerewan/Armenien: Parlamentswahl

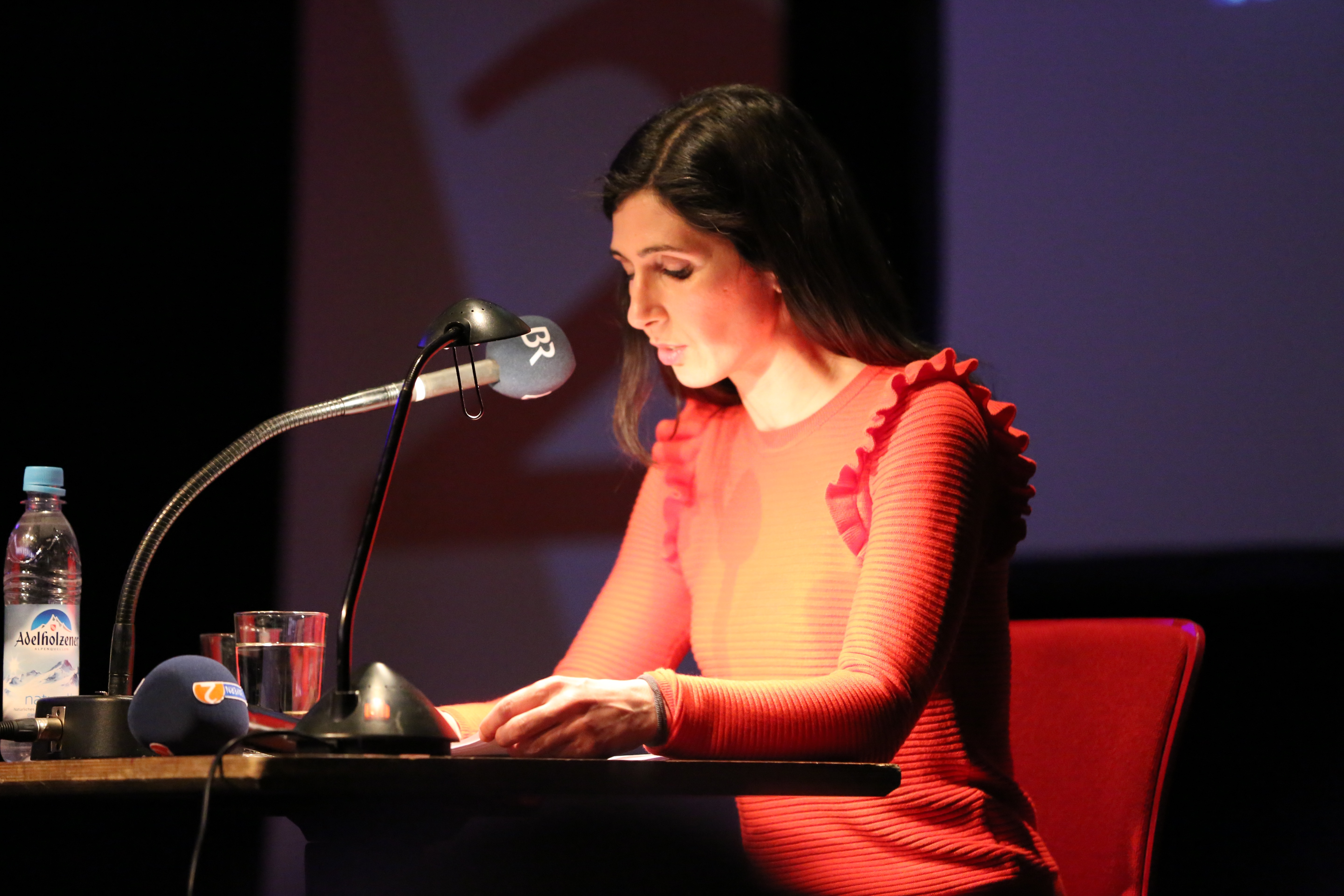
Nava Ebrahimi

- Klagenfurt/Österreich: Die deutsche Autorin Nava Ebrahimi wird für ihren Prosatext Der Cousin mit dem Ingeborg-Bachmann-Preis ausgezeichnet.

### Montag, 21. Juni 2021
- Berlin/Deutschland: Bundeskanzlerin Angela Merkel eröffnet im Deutschlandhaus das Dokumentationszentrum der Stiftung Flucht, Vertreibung, Versöhnung.[32][33][34]
- Stockholm/Schweden: Die rot-grüne Minderheitsregierung Löfven II verliert ein Misstrauensvotum im Reichstag, dem schwedischen Parlament.[35]
- Las Vegas/Vereinigte Staaten: Carl Nassib bekennt sich als erster aktiver Spieler der National Football League zu seiner Homosexualität.[36]

### Dienstag, 22. Juni 2021
- Luxemburg: Urteil des EuGH zur unmittelbaren Haftung der Betreiber von Online-Plattformen wie YouTube für das Hochladen urheberrechtsverletzender Inhalte durch Nutzer. Kläger ist der deutsche Musikproduzent Frank Peterson.[37]
- Erfurt/Deutschland: Das Bundesarbeitsgericht entscheidet letztinstanzlich, das die DHV – Die Berufsgewerkschaft, nicht tariffähig ist, also keine Tarifverträge abschließen darf.[38]

### Mittwoch, 23. Juni 2021
- Berlin/Deutschland: Das Dokumentationszentrum der Stiftung Flucht, Vertreibung, Versöhnung im Deutschlandhaus öffnet für das allgemeine Publikum.[39]
- Berlin/Deutschland: Auf der zweiten Libyen-Konferenz zur Beendigung des Bürgerkrieges vereinbaren die Teilnehmer den Abzug der ausländischen Truppen.[40]
- Paris/Frankreich: Das seit 2005 geschlossene traditionsreiche Warenhaus La Samaritaine öffnet nach umfassender Renovation wieder.
- Schwarzes Meer: Vor der Küste der Krim kommt es zu einem Zwischenfall, an dem das britische Kriegsschiff Defender und russische Streitkräfte beteiligt sind.
- Southampton/Vereinigtes Königreich: Neuseeland gewinnt das Finale der ersten ICC World Test Championship gegen Indien mit acht Wickets.[41]

### Donnerstag, 24. Juni 2021
- Berlin/Deutschland: Nach Einschätzung der Unabhängigen Kommission Antiziganismus ist die Diskriminierung von Sinti und Roma in Deutschland allgegenwärtig.[42]
- Berlin/Deutschland: Der Bundestag verschärft mit der ersten Novellierung das Bundes-Klimaschutzgesetz[43]
- Redmond/Vereinigte Staaten: Microsoft stellt das neue Betriebssystem Windows 11 vor.
- Südmähren/Tschechien: Durch einen Tornado werden rund um Hodonín zahlreiche Ortschaften verwüstet.[44]
- Surfside/Vereinigte Staaten: Beim teilweisen Einsturz eines Hochhauses kommen mindestens vier Menschen ums Leben, 159 gelten als vermisst.[45] Bis 28. Juni sind 11 Tote geborgen worden.[46]

### Freitag, 25. Juni 2021
- Minneapolis/Vereinigte Staaten: Im Verfahren um die Tötung von George Floyd wird der Hauptangeklagte zu einer Haftstrafe von 22 Jahren und sechs Monaten verurteilt.
- Brüssel/Belgien: Die Mitgliedstaaten der Europäischen Union und das Europäische Parlament einigen sich mit zwei Jahren Verspätung auf eine Reform der Gemeinsamen Agrarpolitik (GAP) für den Zeitrahmen 2023 bis 2027.[47]
- Würzburg/Deutschland: ein 24-jähriger Somalier ersticht mit einem Messer drei Frauen und verletzt sieben weitere Menschen schwer.
- Berlin/Deutschland: Der Bundesrat lehnt ein vom Agrarausschuss vorgeschlagenes Verbot von Tiertransporten in 17 nordafrikanische und zentralasiatische Staaten ab.[48]

### Samstag, 26. Juni 2021
- Brest/Frankreich: Start der 108. Tour de France
- Hongkong/VR China: Die der Demokratiebewegung nahestehende Zeitung Apple Daily stellt ihr Erscheinen ein.[49]
- London/Vereinigtes Königreich: Gesundheitsminister Matt Hancock tritt zurück, zum Nachfolger wird Sajid Javid ernannt.

### Sonntag, 27. Juni 2021
- Deutschland: Letzter Spieltag der Handball-Bundesliga, Meister wird der THW Kiel
- Warschau/Polen: Letzter Tag der 39. Tischtennis-EM
- Paris/Frankreich: Zweiter Durchgang der Regionalwahlen
- London/Vereinigtes Königreich: Die Menschenrechtsorganisation ALQST gibt bekannt, dass die saudischen Frauenrechtlerinnen Samar Badawi und Nassima al-Sadah aus der Haft entlassen worden seien.[50]

### Montag, 28. Juni 2021
- Barcelona/Spanien: Mobile World Congress (bis 1. Juli)
- London/Vereinigtes Königreich: Beginn der Wimbledon Championships (bis 11. Juli)
- Wien/Österreich: In der Hofburg  werden die Concordia-Preise verliehen. Ausgezeichnet werden Dieter Bornemann vom ORF sowie ein Trio der Zeitschrift profil  (Robert Treichler, Emran Feroz und Sayed Jalal Shajjan).[51]
- Luxemburg/Luxemburg: Die Landwirtschaftsminister der Europäischen Union billigen die am 25. Juni erzielte Einigung der EU-Mitgliedstaaten und des Europäischen Parlaments über die Reform der Gemeinsamen Agrarpolitik.[52]
- Paris/Frankreich: Das oberste Verwaltungsgericht Frankreichs, der Conseil d’État, bestätigt das Verbot des Vogelfangs mit Leimruten.[53]

### Dienstag, 29. Juni 2021
- Camp Marmal/Afghanistan: Der deutsche Militäreinsatz in Afghanistan als Teil der NATO-Mission Resolute Support geht zu Ende.
- London/Vereinigtes Königreich: Im Wembley-Stadion endet mit einer 0:2-Niederlage gegen das englische Team im Achtelfinale der Fußball-EM die Zeit Jogi Löws als Trainer der deutschen Nationalmannschaft.

### Mittwoch, 30. Juni 2021
- Deutschland: Die sogenannte Bundesnotbremse läuft aus.
- Berlin/Deutschland: Die Schriftstellerin Fatima Daas und die Übersetzerin Sina de Malafosse werden für den Roman Die jüngste Tochter werden mit dem Internationalen Literaturpreis – Haus der Kulturen der Welt ausgezeichnet.
- Cranbrook/Kanada: In der Umgebung der St. Eugene’s Indian Residential School werden Massengräber mit den sterblichen Überresten von 182 Kindern entdeckt.[54]
- Odense/Dänemark: Der Neubau des H. C. Andersens Hus, entstanden nach einem Entwurf des japanischen Architekturbüros Kengo Kuma & Associates, wird eröffnet.[55][56]